# ولاية بطيخ
ولاية بطيخ برنامج منوعات ومشاهد كوميدية عراقي، يتناول القضايا والشؤون السياسية، والاقتصادية، والاجتماعية لدى المجتمع العراقي بصيغة كوميدية هزلية، ويعد نوع البرنامج من برامج الكوميديا السوداء، البرنامج من إعداد وإخراج وتقديم علي فاضل وبطولة غسان إسماعيل، وأوس فاضل، وأثير كشكول، وأمير أبو الهيل، وسام ضياء، ضرغام احمد وفكرت سالم. بثّ البرنامج على قناة هنا بغداد الفضائية سابقاً وحالياً على قناة دجلة ووقناة آسيا، وتوفرت حلقاتهُ للعرض على موقع البرنامج الإلكتروني، وعلى قناة البرنامج الرسمية على اليوتيوب.
تاريخ إنطلاق البرنامج كان في 1 أبريل 2016. وتم إصدار أربعة مواسم حتى الآن وما زال البرنامج مُستمرًا في العرض كل يوم خميس.
في 18 مايو، 2017، وبعد إنتهاء الحلقة 11 من حلقات ما قبل الموسم الثالث أعلن مقدم البرنامج علي فاضل بأن البرنامج سينتقل إلى قناة أخرى في الموسم الثالث. في 14 يوليو، 2017، بدأ عرض الموسم الثالث من البرنامج على قناة دجلة الفضائية، وقدم الحلقة الأولى منه أمام جمهور حي. في 11 أغسطس، 2017، حصلت قناة آسيا الفضائية على حقوق البثّ وبدأت بعرض البرنامج ابتداءاً من الحلقة الخامسة.

## معنى ولاية بطيخ
هو مثل يقوله العراقيون وصفاً لكل مدينة تظهر فيها الفوضى والتسيّب وعدم ائتمان الناس على أموالهم، والبطيخ في اللهجة العراقية هو الشمام في اللهجة المصرية.

## بطولة
- علي فاضل
- غسان إسماعيل
- أوس فاضل
- أثير كشكول
- أمير عبد الحسين
- أمير أبو الهيل
- وسام ضياء
- فكرت سالم
- علي جبار
- محمد اياد راضي
- علاء الابراهيمي
- آشتي
- رهام فؤاد
- ضرغام اسد
- عمر دبور
- زيد الملاك
- مهند جميل الموسوي
- تحرير الاسدي
- احمد وحيد
- حيدر الحلفي
- مصطفى جاهد

## الموسم الرابع
شهد الموسم الرابع ظهور ممثلين وشخصيات ضيوفًا للبرنامج، وظهرت ممثلات يمثلن أول مره فيه ومنهم زينة الدليمي، ريهام فؤاد، محمد اياد، محمد شكري، آشتي حديد، ملاذ، دبور، طارق زياد.

## حلقات المسلسل
تكون الموسم الرابع من 28 حلقة تتكون كل حلقة من ما يتراوح بين 50-60 دقيقة ما عدا الحلقة الاخيرة التي كانت متكونة من 90 دقيقة {حلقات الموسم الرابع}
|- bgcolor="#EFEFEF
1. الحلقة الأولى |
2. ازمة البصرة وتلوث المياه |
3. خرق دستوري |
4. حلقة استثنائية |
5. الحلقة الخامسة |
6. وداعا للحزب الإسلامي والدعوة |
7. ط.اب الكليات |
8. الحلقة الثامنة |
9. اعلان الكابينة الوزارية |
10. الحلقة العاشرة |
11. الاداء الاوفر |
12. غير صالحة للجمهور البرشلوني |
13. الجسم الغريب والجسم الرهيب |
14. الهزة الارضية |
15. الجواز العراقي |
16. بيض أوكراني فاسد |
17. منو ضحك |
18. رأس السنة |
19. الرذيلة |
20. بيض عراقي |
21. بنطرون حموشي |
22. شمس الكويت |
23. العراق ينكط |
24. حموشي مو اخوية |
25. عيد الحب |
26. علي فاضل التشادي |
27. انقلاب علاء الابراهيمي |
28. الحلقة الاخيرة |

## الممثلون والشخصيات
| شخصيات رئيسية   | شخصيات رئيسية                                                  | شخصيات رئيسية                        | شخصيات رئيسية |
| الممثل          | الشخصية                                                        | ملاحظات                              |               |
| --------------- | -------------------------------------------------------------- | ------------------------------------ | ------------- |
| علي فاضل        | مقدم البرنامج، عدة شخصيات                                      |                                      |               |
| غسان إسماعيل    | "المتحچي"، أبو وطن، أبو الذوق، العصبي، أبو سويج                |                                      |               |
| اوس فاضل        | كامل مفيد، شامل مفيد، ضابط العسس، عدة شخصيات                   | ضابط شرطة ومرتشي ودائمًا يُخيف الآخرين |               |
| أثير كشكول      | أثير المناشد، الحجي، أبو فطم، محسوب ورطة، الحجية، عرنوص        |                                      |               |
| أمير عبد الحسين | أموري، زلاطه، شفتك سمير، عدة شخصيات                            |                                      |               |
| وسام ضياء       | سبتي، جمعة، وسام الخشن، كابتل لتر، أبو زناد، شخاطه، وسام الحجي |                                      |               |
| أمير أبو الهيل  | ابو الهيل، الحاروكة، أبو الاصفر، عدة شخصيات                    |                                      |               |
| فكرت سالم       | أبو الأوخ، التونسي، مشعل شعلان                                 |                                      |               |
| ضرغام أسد       | أبو الحب، عدة شخصيات                                           |                                      |               |
| علي جبار        | سمسم، عدة شخصيات                                               |                                      |               |
| مهند جميل       | حموشي، عدة شخصيات                                              |                                      |               |
| علاء الابراهيمي |                                                                | فقرة استطلاع                         |               |
| محمد شكري       | مو"Moe"، برو، عدة شخصيات                                       |                                      |               |
| محمد اياد راضي  | عدة شخصيات                                                     |                                      |               |
| طارق زياد       | طروشي، عدة شخصيات                                              |                                      |               |
| زيد الملاك      | عدة شخصيات                                                     |                                      |               |
| عمر دبور        | دبور، عده شخصيات                                               |                                      |               |
| رهام البياتي    | عده شخصيات                                                     |                                      |               |
| اشتي حديد       | عده شخصيات                                                     |                                      |               |
| مصطفى جاهد      | عدة شخصيات، بندوره، جوقي                                       |                                      |               |
| حيدر الحلفي     | عدة شخصيات، وليد، أبو دميعة                                    |                                      |               |

## ضيوف الحلقات
| تارة فارس      | عارضة        |
| رائد أبو فتيان | شاعر         |
| مهند العزاوي   | شاعر         |
| أية علاء       |              |
| شهد الشمري     | شاعرة        |
| براء حمزاوي    | مقدمة برامج  |
| ماجد ياسين     | ممثل         |
| علي عذاب       | مقدم برامج   |
| ياسر سامي      | مقدم برامج   |
| جليلة          | مطربة مغربية |
| قصي عيسى       | شاعر غنائي   |
| ادهم عادل      | شاعر         |
| ماهر أحمد      | مطرب         |
| إسراء الاصيل   | مطربة        |
| يوسف سماره     | مطرب         |
| غزوان الفهد    | مطرب         |
| سيف عامر       | مطرب         |
| داوود حسين     | ممثل كويتي   |
| إياد راضي      | ممثل عراقي   |
| أيمن رضا       | ممثل سوري    |
| أحلام الحجي    | عارضة        |
| تحرير الأسدي   | ممثل عراقي   |
| عباس الشواك    | ممثل عراقي   |
| بتول كاظم      | ممثلة عراقية |

## هجوم عشيرة بني لام
هاجمت مجموعة من عشيرة بني لام منزل مخرج ومقدم البرنامج علي فاضل فجر يوم 22 شباط 2017 بالأسلحة النارية بسبب إحدى الحلقات التي ذكر فيها اسم «غضبان البنية» أحد شيوخ العشيرة، وطالبت عشيرة بني لام بفَصْل عشائري قدره 250 مليون دينار عراقي، وانتهت القضية بتوسط مكتب رجل الدين الشيعي مقتدى الصدر وعقد الصلح بينهم.

## وصلات خارجية
- ولاية بطيخ على يوتيوب